# 5040 (szám)
Az 5040 egy természetes szám, faktoriális, az első hét pozitív egész szám szorzata. Platón szerint egy ideális államban a polgárok száma 5040.

## A szám a matematikában
A tízes számrendszerbeli 5040-es a kettes számrendszerben 1001110110000, a nyolcas számrendszerben 11660, a tizenhatos számrendszerben 13B0 alakban írható fel.
Az 5040 páros szám, összetett szám, kanonikus alakban a 24 · 32 · 51 · 71 szorzattal, normálalakban az 5,04 · 103 szorzattal írható fel. Erősen összetett szám: több osztója van, mint bármely nála kisebb számnak. A legkisebb olyan szám, amelynek hatvan osztója van a természetes számok halmazán, ezek növekvő sorrendben: 1, 2, 3, 4, 5, 6, 7, 8, 9, 10, 12, 14, 15, 16, 18, 20, 21, 24, 28, 30, 35, 36, 40, 42, 45, 48, 56, 60, 63, 70, 72, 80, 84, 90, 105, 112, 120, 126, 140, 144, 168, 180, 210, 240, 252, 280, 315, 336, 360, 420, 504, 560, 630, 720, 840, 1008, 1260, 1680, 2520 és 5040.
Erősen bővelkedő szám és szuperbővelkedő szám. Kiváló erősen összetett szám, egyben kolosszálisan bővelkedő szám.
Praktikus szám.
Egyetlen szám valódiosztó-összegeként áll elő, ez az 5039².
Megadható 42 egymást követő prímszám összegeként: 23 + 29 + 31 + 37 + 41 + 43 + 47 + 53 + 59 + 61 + 67 + 71 + 73 + 79 + 83 + 89 + 97 + 101 + 103 + 107 + 109 + 113 + 127 + 131 + 137 + 139 + 149 + 151 + 157 + 163 + 167 + 173 + 179 + 181 + 191 + 193 + 197 + 199 + 211 + 223 + 227 + 229 = 5040
Az 5040 a hét legkisebb pozitív egész szám szorzata (a 7 faktoriálisa), azaz 7! = 5040; továbbá 10! / 6! = 10 · 9 · 8 · 7 = 5040
A szám szerepel Robin tételében, mely szerint minden n > 5040-re
ahol σ(n) az osztóösszegfüggvény és γ az Euler-konstans.

## A szám a filozófiában
Platón a Törvények című dialógusának V. könyvében említi az 5040-es számot:
De mi a föld felosztásának helyes módja? Először is azt kell megállapítani, hogy mekkora legyen a polgárok száma. [...] Legyen a polgárok száma ötezer-negyven, hogy egy megfelelő számot válasszunk; ennyien részesüljenek a földben, és védelmezzék osztályrészüket. A föld ugyanennyi részre osztassék fel, és ugyanennyi házhelyet osszunk ki, úgyhogy a polgárok és a telkek száma megfeleljenek egymásnak. Először ezt az egész számot (az ötezer-negyvenet) osszuk két részre, majd háromra; hiszen néggyel és öttel is, és így tovább sorban egész tízig valamennyi számmal osztható. Annyit pedig minden törvényhozónak kell a számokhoz értenie, hogy melyik és milyen szám a legalkalmasabb az államok számára. Kimondhatjuk, hogy az, amelyiknek a legtöbb osztója van; különösen ha ezek sorban egymás után következő számok. [... Az 5040] igen alkalmas mind a hadi beosztások, mind a békében előforduló viszonyok, adókivetések és felosztások számára.